# Stanovice
Stanovice är en ort i Tjeckien.   Den ligger i regionen Karlovy Vary, i den västra delen av landet, 110 km väster om huvudstaden Prag. Stanovice ligger 559 meter över havet och antalet invånare är 495.
Terrängen runt Stanovice är kuperad åt nordväst, men åt sydost är den platt. Runt Stanovice är det glesbefolkat, med 20 invånare per kvadratkilometer. Närmaste större samhälle är Karlovy Vary, 7,5 km norr om Stanovice. I omgivningarna runt Stanovice växer i huvudsak blandskog.